# Ero lodingi
Ero lodingi är en spindelart som beskrevs av Archer 1941. Ero lodingi ingår i släktet Ero och familjen kaparspindlar. Inga underarter finns listade i Catalogue of Life.